# 刺鳞草属
刺鳞草属（学名：Centrolepis）是刺鳞草科下的一个属，为簇生、矮小草本植物。该属共有25种，分布于大洋洲和东亚。